# Никола Похлупков
Никола Георгиев Софийн или Похлупков е български революционер, деец на Върховния македоно-одрински комитет и Вътрешната македоно-одринска революционна организация.

## Биография
Никола Похлупков е роден около 1868 година в Гулийна Баня, тогава в Османската империя. Включва се в революционното движение за освобождение на Македония. Участва в четата на Стойо Костов, а по-късно в тези на Христо Чернопеев и Борис Сарафов. През Балканската война води собствена чета от 12 души в Кресненското дефиле. Във войните за национално обединение на българите получава 4 ордена „За храброст“.
Умира във Велинград през 1964 година.